# Игор Беланов
Игор Беланов е бивш украински футболист и нападател, който печели европейската Златна топка през 1986 г. Беланов има 33 мача и 8 гола за „червената армия“.

## Кариера
Започва кариерата си в армейския отбор СКА Одеса. През 1981 се връща в отбора, където е тренирал като юноша – ФК Черноморец Одеса. През 1983 изиграва 2 мача за олимпийския тим на СССР. През 1985 преминава в Динамо Киев и си спечелва място в националния тим на СССР. Дебютира в мач срещу Дания, където обаче не играе особено добре. През 1986 треньорът му в Динамо Валери Лобановский го налага в националния тим и Беланов е основен нападател на „сборная“ на Мондиал 1986. В 1/4 финалът срещу Белгия Игор вкарва хеттрик, но отборът губи с 3:4. Същата година той печели КНК с Динамо Киев. В края на годината печели „Златната топка“, като става вторият съветски футболист, която я е печелил. Във финалът на Евро 1988 Беланов пропуска дузпа срещу Холандия. Това вторият му и последен пропуск на наказателен удар в цялата кариера. През 1989 е закупен от Борусия Мьонхенгладбах. В първите си 2 мача вкарва 2 гола, но след това кариерата му тръгва надолу. Той не успява да се наложи в състава и не играе на Мондиал 1990. През 1991 преминава в Айнтрахт Брауншвайг във Втора Бундеслига. Той става основен голмайстор на отбора, открива и собствен бизнес. През 1995 се връща в Черноморец Одеса, но поради травма изиграва само 3 мача. От 1996 до 1997 е спортен директор на Металург-Мариопул, като дори взима участие в 5 мача и вкарва 4 гола.